# Miran Pavlin
Miran Pavlin (Kranj, 1971. október 8. –), szlovén válogatott labdarúgó.
A szlovén válogatott tagjaként részt vett a 2000-es Európa-bajnokságon és a 2002-es világbajnokságon.

## Sikerei, díjai
Olimpija Ljubljana
- Szlovén bajnok (2): 1993–94, 1994–95
- Szlovén kupagyőztes (2): 1995–96, 2002–03

Porto
- Portugál kupagyőztes (1): 2001–02